# ソロモン航空
ソロモン航空（Solomon Airlines）は、ソロモン諸島の航空会社。ホニアラ国際空港を拠点としている。

## 歴史
ソロモン航空はローリー・クロウリーによってチャーター便を運航する航空会社として1962年に設立された。設立時、クロウリーはパプアニューギニアを飛び回っており、ソロモン諸島に民間航空が存在しなかったため、メガポード航空（Megapode Airlines）として単発のパイパー PA-23で事業を開始した。
メガポード航空は1968年にパプアニューギニアのマックエア（Macair）に買収され、ソロモン諸島航空（Solomon Islands Airways）となり、アクロニムであるSOLAIRの略称で知られるようになった。マックエアによる買収後、パプアニューギニアブーゲンビル島からソロモン諸島へ国際線定期便を運航するようになり、デ・ハビランド DH.104 ダブ、ビーチクラフト バロンを各2機保有する、世界最小の国際航空会社となった。
1975年にマックエアとSOLAIRはタルエアーに買収された。1976年にビーチクラフト クイーンエア モデル80を2機を受領、ソロモン諸島政府は、株式の49パーセントを取得して、残りの51パーセントを次の5年間で取得する権利を得た。その後の5年間は、ゆっくりとではあるが安定して成長した。新造機のフェアチャイルド スウェアリンジェン メトロライナーを購入、バヌアツへ運航範囲を拡大した。1984年にソロモン諸島政府は、全ての株式の取得を決定した。国営化の完了後、タルエアーからリースされていた2機のデ・ハビランド・カナダ DHC-6と1機のエンブラエル EMB 110は返却された。
1987年、航空会社本体と関連会社であるエイビスレンタカー子会社のPacific Car Rental および旅行会社のHunts of the Pacific は売却されたが、新たな所有者は、労働者に対して懐疑と不信を与え、幾人かの管理職を含む多くの社員が早々に離職したため、政府は体制の立て直しを迫られた。これにより、ソロモン航空（Solomons airlines）が正式名称となり、新たなカラーリングが導入され、2機のDHC-6-300を導入するため、200万米ドルを投資した。

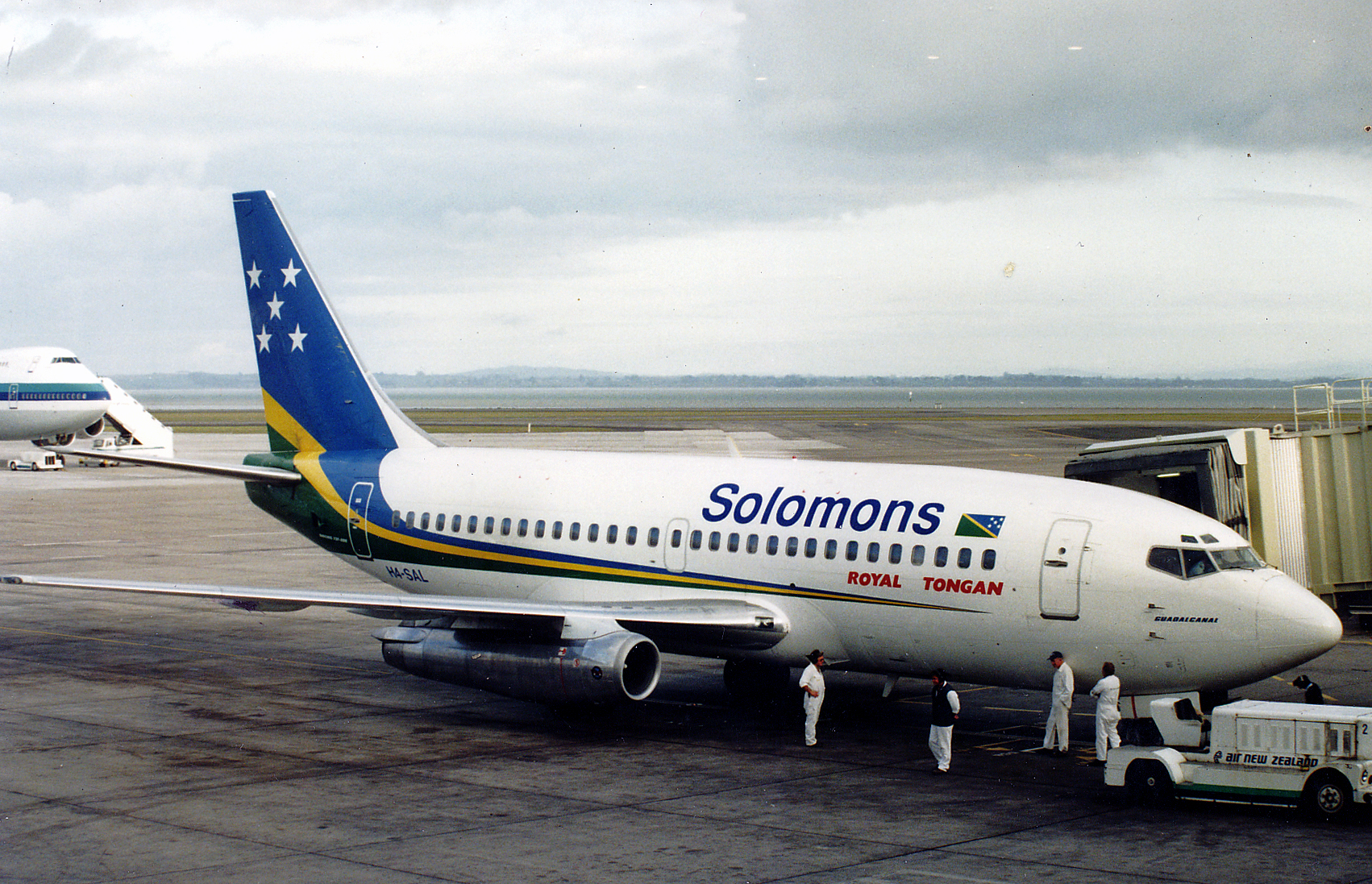
ボーイング737-200

その後、ソロモン航空はカンタス航空との合弁により、エア・パシフィックからボーイング737をリースすることでジェット機時代に突入した。ソロモン航空とエア・パシフィックは合弁会社を立ち上げたが、1989年にエア・パシフィックが国際線サービスをアップグレードするため、ボーイング737をボーイング767に置き換える計画を発表した。そのため、ソロモン航空は他社から機体をリースすることを余儀なくされ、インターナショナル・リース・ファイナンス（ILFC）が所有する737をリースすることが決定された。これ以降、リースされた737が保有するターボプロップ機とともに運航した。
1989年に勃発したパプアニューギニアからの分離独立を求めるブーゲンビル革命軍とパプアニューギニア政府軍による内戦は、オーストラリアとニュージーランドの仲介により、1998年に停戦したが、1999年の国連制裁により国際線の運航は深刻な影響を受けた。運航は1路線1地点のみに限定されたため、唯一ブリスベンへの航路を維持することが決定された。現在もソロモン航空には内戦の影響が色濃く残っており、就航地はソロモン諸島周辺の南太平洋に留まっている。
2006年11月、スペインのエアクラス・エアウェイズからボーイング737-300を、パイロットや客室乗務員を含むウェット・リースで、サントペコア国際空港を拠点として導入した。2009年1月から2月にかけて、ニュージーランドのヴィンセント航空からDHC-8-100（40席）をリースして試験的に運航を行い、その間に1機のDHC-6の重整備をホニアラで行った。2009年8月には、ストラテジック・エアラインズからエアバスA320-211をパイロットを含むウェット・リースで導入した。リース期間満了後には同機を購入、航空運送事業許可（AOC）を取得して、自主運航を開始した。
2016年6月7日、ソロモン航空は国際線・国内線の運航、ホニアラ国際空港のグランドハンドリングを含む全ての業務を無期限で休止した。最高経営責任者（CEO）は、運航休止の原因は、ソロモン諸島政府からの数100万米ドルの財政援助が予定通りに行われなかったため、と述べている。

## 機材

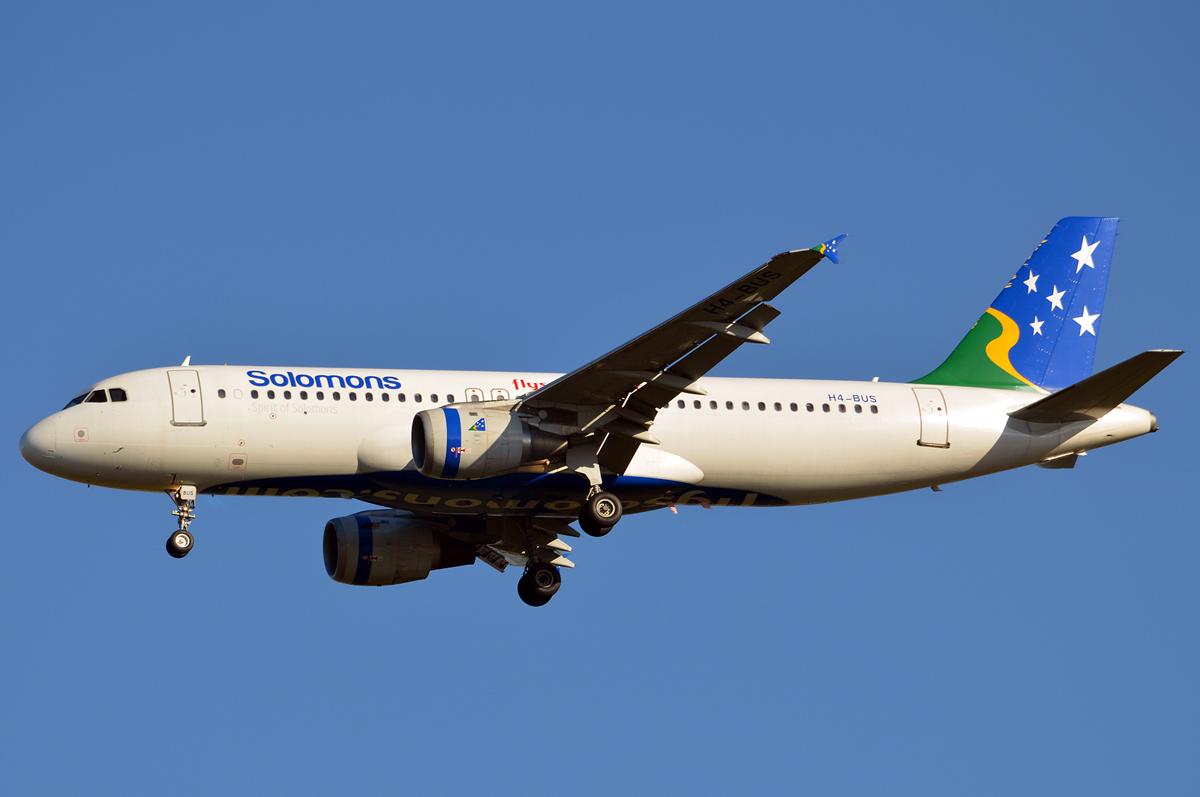
新塗装のエアバスA320-211

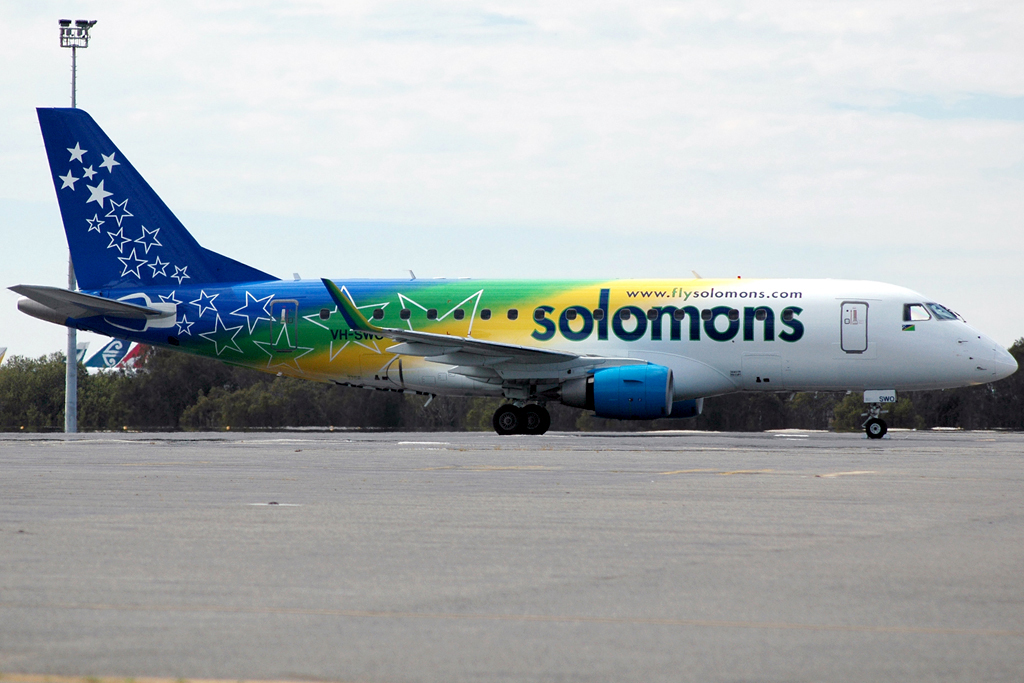
2007年にリースされていたERJ-170

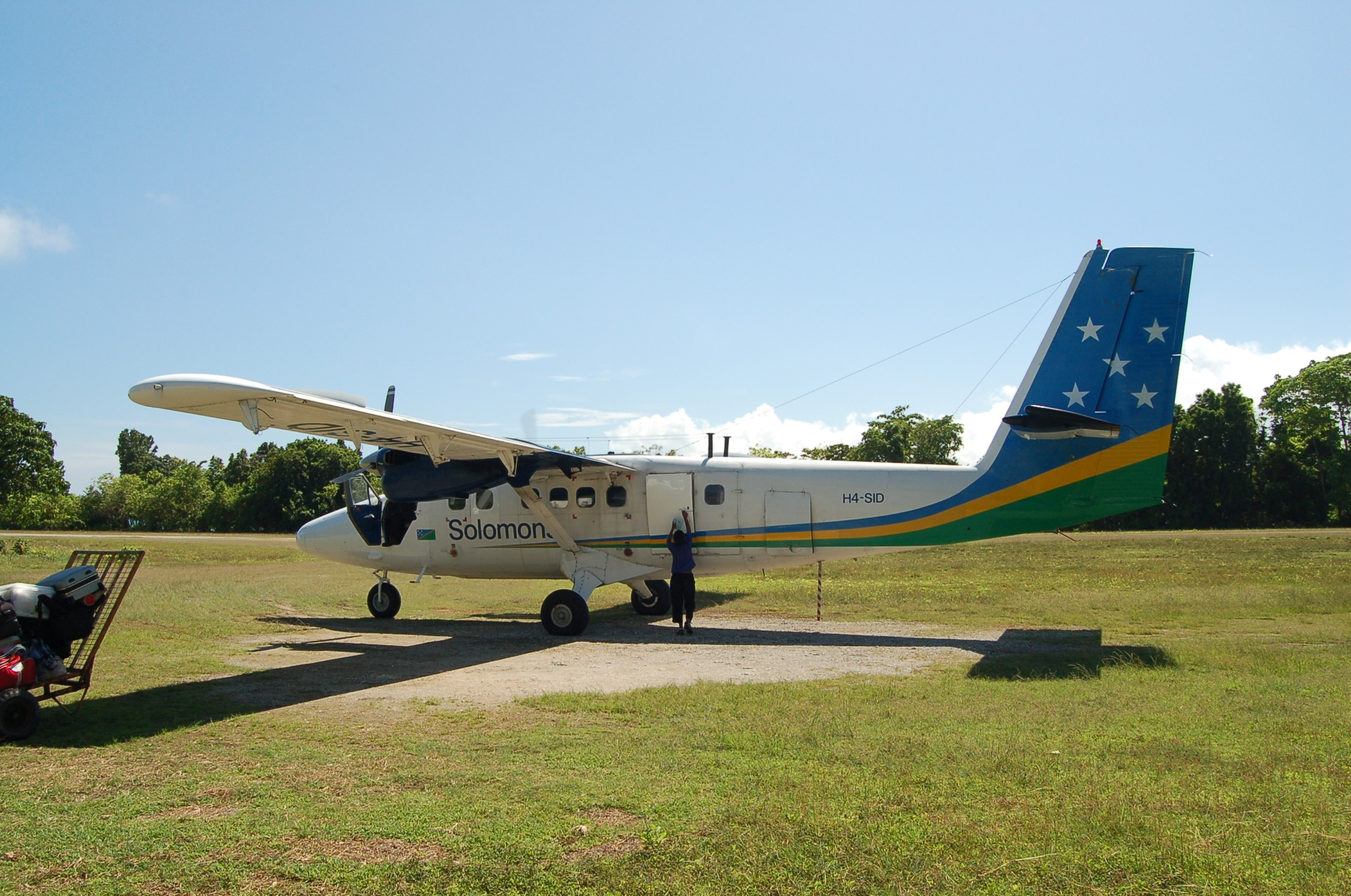
デ・ハビランド・カナダ DHC-6-300

### 運航中の機材
2024年6月時点では8機の機材を運航していた。
- エアバスA320×2機
- デ・ハビランド・カナダ DHC-8-102×1機
- デ・ハビランド・カナダ DHC-6-300 ツインオッター×4機
- DHC-6-300HG ツインオッター×1機

### 過去の機材
- エンブラエル170
- ボーイング737
- デ・ハビランド・カナダ DHC-6
- エンブラエル EMB 110
- フェアチャイルド スウェアリンジェン メトロライナー
- ビーチクラフト クイーンエア モデル80
- デ・ハビランド DH.104 ダブ
- ビーチクラフト バロン
- パイパー PA-23（英語版）

### 塗装
以前は、ロイヤルブルーに五つの白星が配された国旗をモチーフとした垂直尾翼から白い胴体の窓下にチートラインが引かれ、機体前方窓上には青字で「Solomons」のロゴが配されていた。
2011年にエアバスA320を導入した際にカラーリングがリニューアルされ、新しいカラーリングでは胴体は白一色となり、前方の窓上に青字で「Solomons」、機体中央の窓上にやや小さく赤字で「flysolomons.com」と記された。垂直尾翼とウィングレットは、引き続き国旗をモチーフとしたデザインとされた。機体下面は、青色となり白字で大きく「flysolomons.com」と記された。

## 事故
ソロモン航空はこれまでに2回の死亡事故を経験している。
1978年10月22日、ベロナ島のベローナ・アヌア空港からガダルカナル島のホニアラ国際空港へ向かっていたBN-2A（H4-AAC）が悪天候に遭遇して遭難、行方不明となった。BN-2Aはベローナへ引き返そうとしたがパイロットが混乱し、ベローナ空港を見つけることができなかった。機体はパイロットが無線連絡で報告した残燃料を使い果たした後に海上に不時着したが、発見されず行方不明となった。この事故により搭乗していた11名（乗員1名、乗客10名）全員が死亡した。
1991年9月27日、マキラ島のキラキラ空港からガダルカナル島のホニアラ国際空港へ向かっていたDHC-6-300（H4-SIA）が、高度8,000フィートから激しい雨と低い雲の中を有視界飛行で降下中、ガダルカナル島のナシュア山南斜面、高度4,110フィートの地点に墜落した。この事故により搭乗していた15名（乗員2名、乗客13名）全員が死亡した。事故原因はCFITとされた。